# Castellane
Castellane is een gemeente in het departement Alpes-de-Haute-Provence in Frankrijk. Castellane telde op 1 januari 2022 1.454 inwoners. Het is de onderprefectuur van het arrondissement Castellane.
De plaats ligt aan de Verdon, niet ver van de Gorges du Verdon.

## Geschiedenis
De nederzetting Ducelia, hoofdstad van de Ligurische stam van de Suetrii, lag in de buurt van het huidige centrum van de gemeente. In de Romeinse tijd werd dit Salinae, zo genoemd naar een zoutwaterbron waaruit zout werd gewonnen. De plaats lag op de Via Salinaria tussen Cimiez en Embrun. Deze plaats werd in de 5e eeuw kort de zetel van een bisdom, maar de bisschopszetel verhuisde al snel naar Senez.

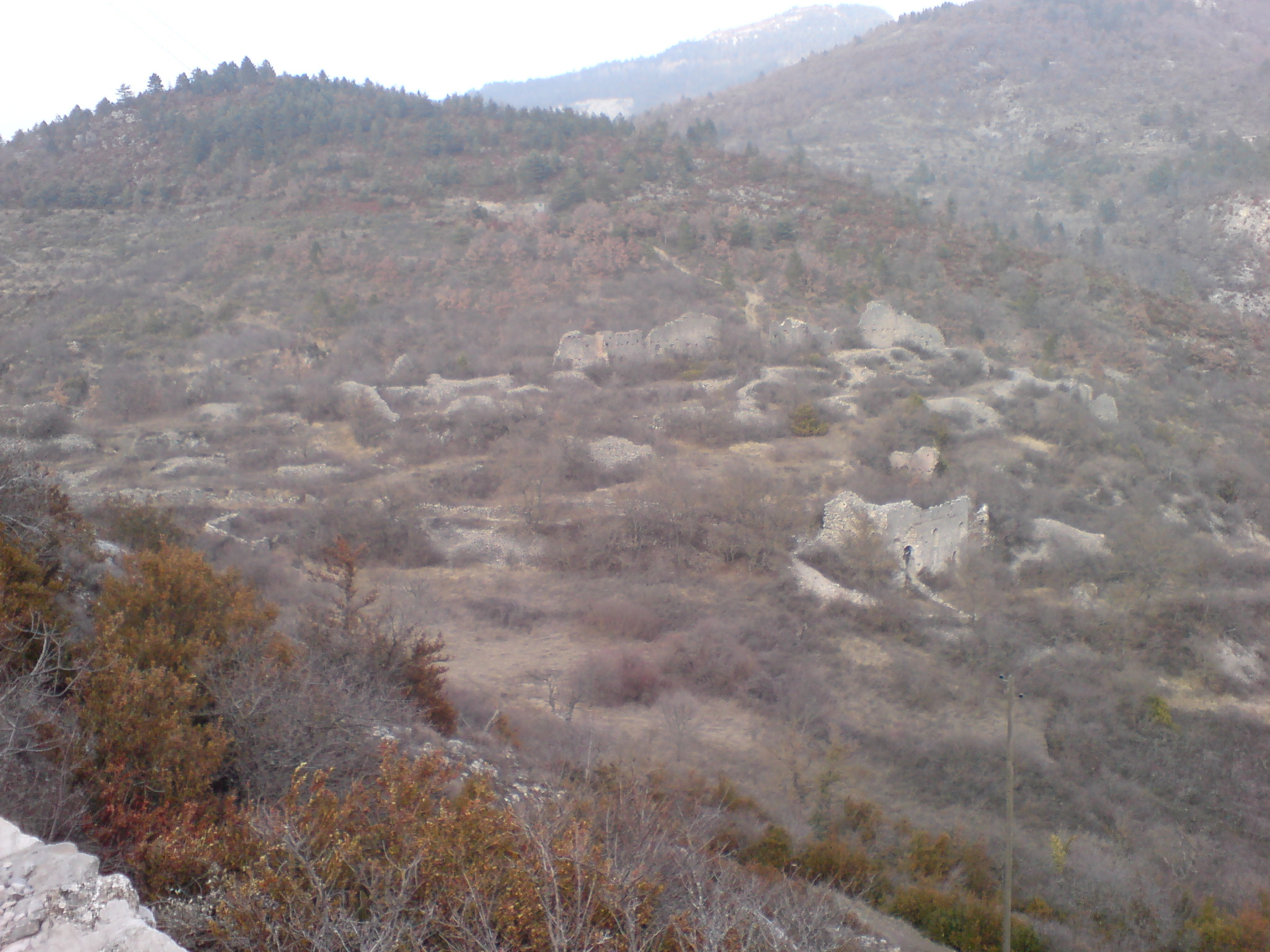
Ruïnes van Petra Castellana

In de 9e eeuw had de streek te lijden onder invallen van de Saracenen en de bevolking trok zich terug op een rotsheuvel, Le Roc. Daar werd in de loop van de 10e eeuw een feodaal kasteel gebouwd. Onderaan deze rotsheuvel bij de Verdon ontstond in de 11e eeuw het dorp Petra Castellana met als parochiekerk de Saint-André. In die periode werd buiten het dorp ook de priorij Notre-Dame du Plan gesticht door de Abdij Saint-Victor (Marseille). Deze priorij hield een grote kudde schapen. De site van Petra Castellane werd in de loop van de 13e eeuw verlaten voor het huidige centrum van Castellane aan de Verdon. Castellane kreeg een stadsmuur met veertien torens. Er kwam ook een augustijnenklooster in de stad.
Raymond van Turenne, die een groot deel van het graafschap Provence plunderde, belegerde Castellane tevergeefs in 1390. In 1483 liet koning Lodewijk XI het kasteel van Le Roc, de machtsbasis van de baronnen van Castellane, afbreken nadat Provence was aangehecht bij Frankrijk.
In 1560 werden de kerken en kapellen van Castellane geplunderd door een leger van hugenoten. De stadsmuur werd vervolgens uitgebreid en versterkt. In 1586 werd de stad belegerd door een nieuw leger van hugenoten maar deze aanval werd afgeslagen. Tijdens de 17e en de 18e kende de stad verval. Ze werd getroffen door de pest (1630) en door misoogsten. Ook vormde de Verdon een constante bedreiging. Al rond 1400 werd een eerste dijk langs de rivier gebouwd, die in de loop der eeuwen verschillende aanpassingen onderging. Maar in 1702 werd de stad toch nog getroffen door een zware overstroming van de Verdon.
Na de Franse Revolutie werd Castellane een onderprefectuur. In 1876 werd de Sacré-Cœur ingewijd als nieuwe parochiekerk ten koste van de te klein geworden Saint-Victor. Na de Eerste Wereldoorlog nam de bevolking sterk af door een trek naar de grote steden. Na de Tweede Wereldoorlog werden de stuwdammen van Castillon (1945) en Chaudanne (1952) gebouwd. De landbouw verloor aan belang en het toerisme werd steeds belangrijker. In 1997 werd het Parc naturel Régional du Verdon opgericht.

## Geografie
De oppervlakte van Castellane bedroeg op 1 januari 2022 117,79 vierkante kilometer; de bevolkingsdichtheid was toen 12,3 inwoners per km². Castellane ligt in de vallei van de Verdon, op 724 m hoogte. In de gemeente liggen verschillende gehuchten: Eoulx, La Baume, Petit Robion, Robion en Taloire.
De onderstaande kaart toont de ligging van Castellane met de belangrijkste infrastructuur en aangrenzende gemeenten.

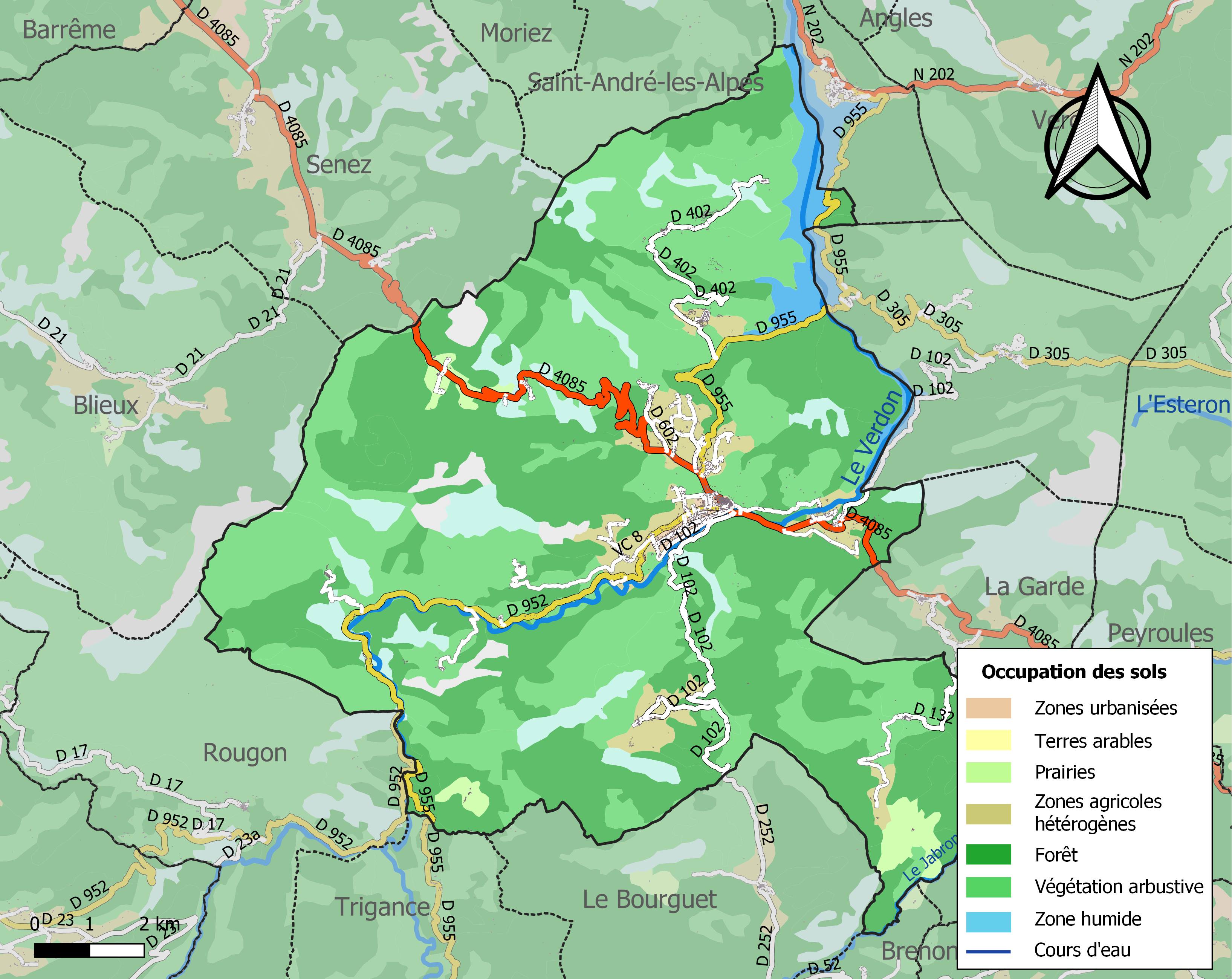

## Demografie
Onderstaande figuur toont het verloop van het inwoneraantal van Castellane vanaf 1962.
Vanwege een beveiligingsprobleem met de MediaWiki Graph-software is het momenteel niet mogelijk deze grafiek weer te geven. Zodra de software is bijgewerkt zal de grafiek vanzelf weer zichtbaar worden.
Bron: Frans bureau voor statistiek. Cijfers inwoneraantal volgens de definitie
 population sans doubles comptes (zie de gehanteerde definities)

## Erfgoed en toerisme

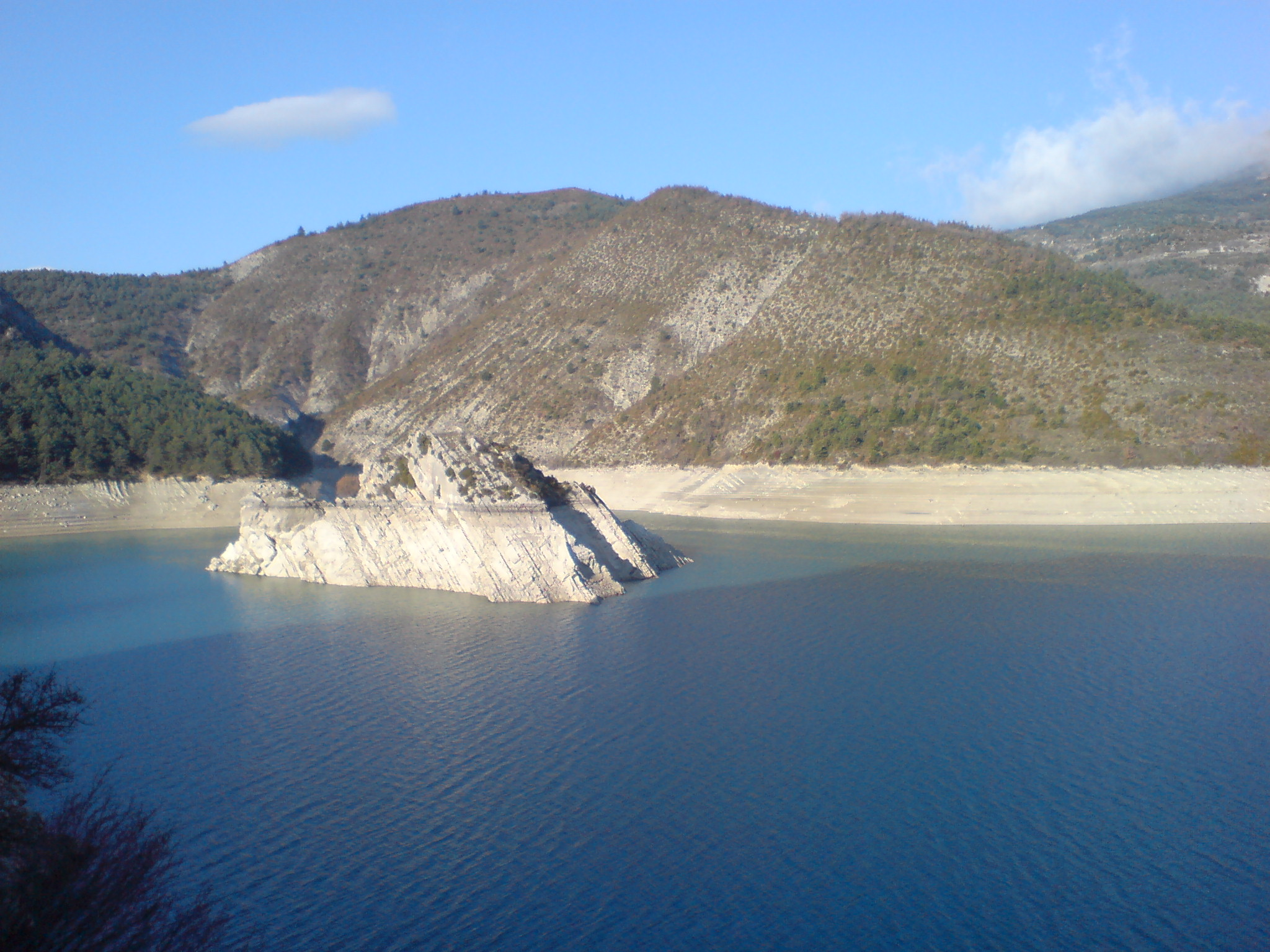
Meer van Castillon

Castellane ligt in het Parc naturel Régional du Verdon, een gebied van 180 km², en ligt niet ver van de Gorges du Verdon. Op het meer van Castillon wordt aan watersport gedaan.
Bezienswaardigheden in Castellane zijn:
- De kerk Saint-Victor (13e eeuw)
- De kapel Notre Dame du Roc (12e eeuw) bovenop de kalksteenrots Le Roc (911 m), met uitzicht op Castellane en het dal van de Verdon
- De Tour Pentagonale (1359) en de Tour de l'Horloge, onderdelen van de vroegere stadsomwalling
- De Pont du Roc, brug over de Verdon
- De kerk Saint-Joseph, de vroegere kloosterkerk van de augustijnen
- De kapel Saint-Thyrse (10e eeuw) in het gehucht Robion
- De kapel Saint-Pons in het gehucht Eoulx

De Route Napoléon komt langs Castellane.

### Petra Castellana

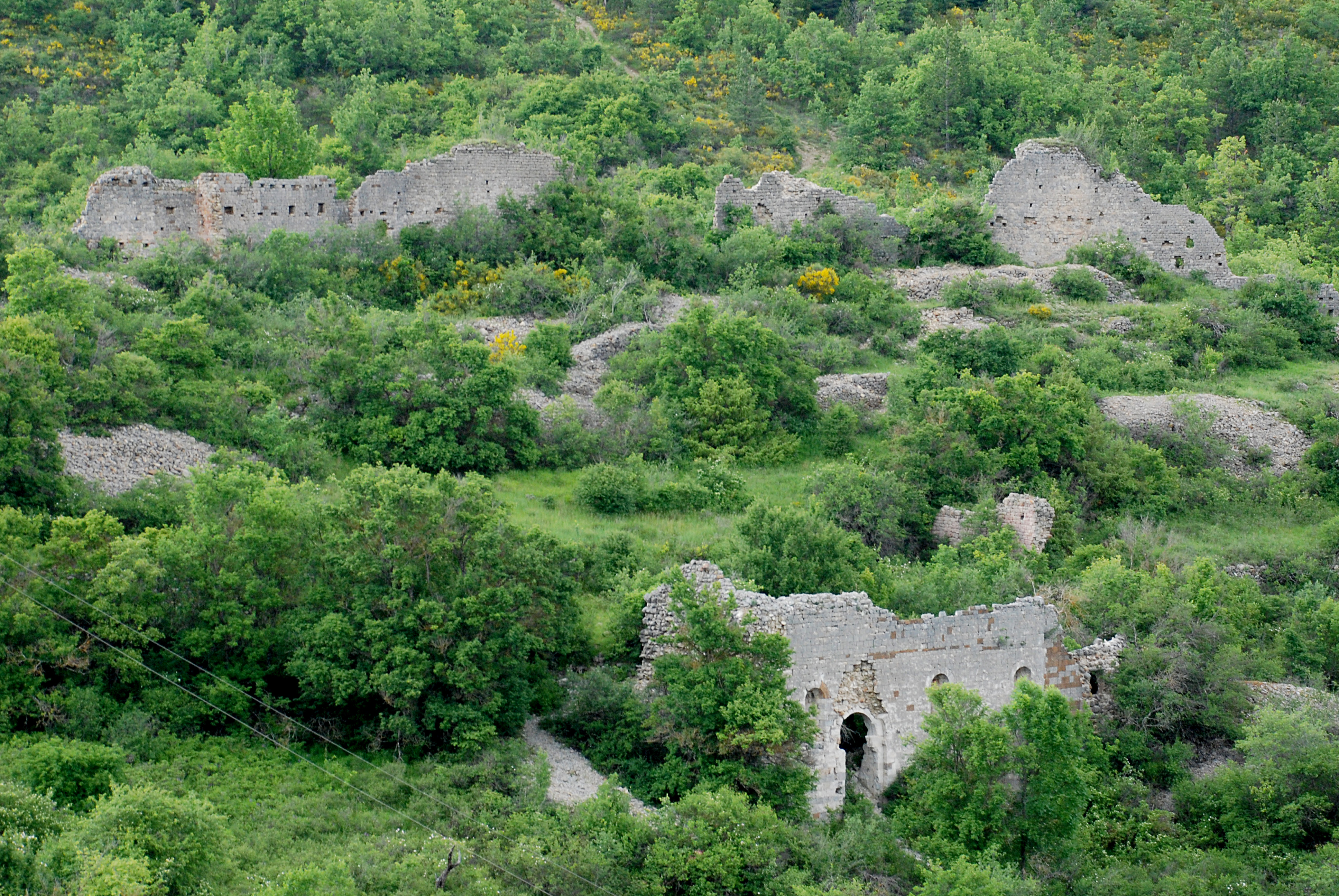
Petra Castellana

Het middeleeuws dorp Petra Castellana werd in de 11e of de 12e eeuw gesticht door de heren van Castellane aan de voet van Le Roc, de rots waarop hun kasteel stond. Het dorp werd omringd door een muur met verschillende torens. Het noordelijk deel van de omwalling over een afstand van 245 meter werd door archeologen teruggevonden. Dit stuk van de omwalling telde zeven toren en werd gebouwd rond 1200. Vermoedelijk was er ook een muur in het zuiden, maar hiervan zijn nog geen sporen gevonden. De muur telde waarschijnlijk drie poorten maar enkel van de westelijke poort zijn resten gevonden. De plaats werd belegerd in 1189 en opnieuw in 1262. In Petra Castellana zijn enkele tientallen stenen kogels met een gewicht van ongeveer 40 kg gevonden die tijdens een van deze belegeringen werden afgeschoten door een bricole naar de versterkte plaats. Verschillende van deze stenen werden later verwerkt in de gebouwen. Rond 1200 werd begonnen met de bouw van de parochiekerk Saint-André. Tegen de tijd dat deze kerk was afgewerkt, in 1260, was de leegloop van Petra Castellana al volop aan de gang. De bevolking trok naar de site van het huidige Castellane aan de oever van de Verdon. Na de aanval in 1262 door de graaf van Provence zette de leegloop zich verder. De site met zijn velden in terrassen werd nog gebruikt voor de landbouw tot in de 20e eeuw. Er stonden wijnranken, fruitbomen en er werden kikkererwten en linzen verbouwd.

### Galerij

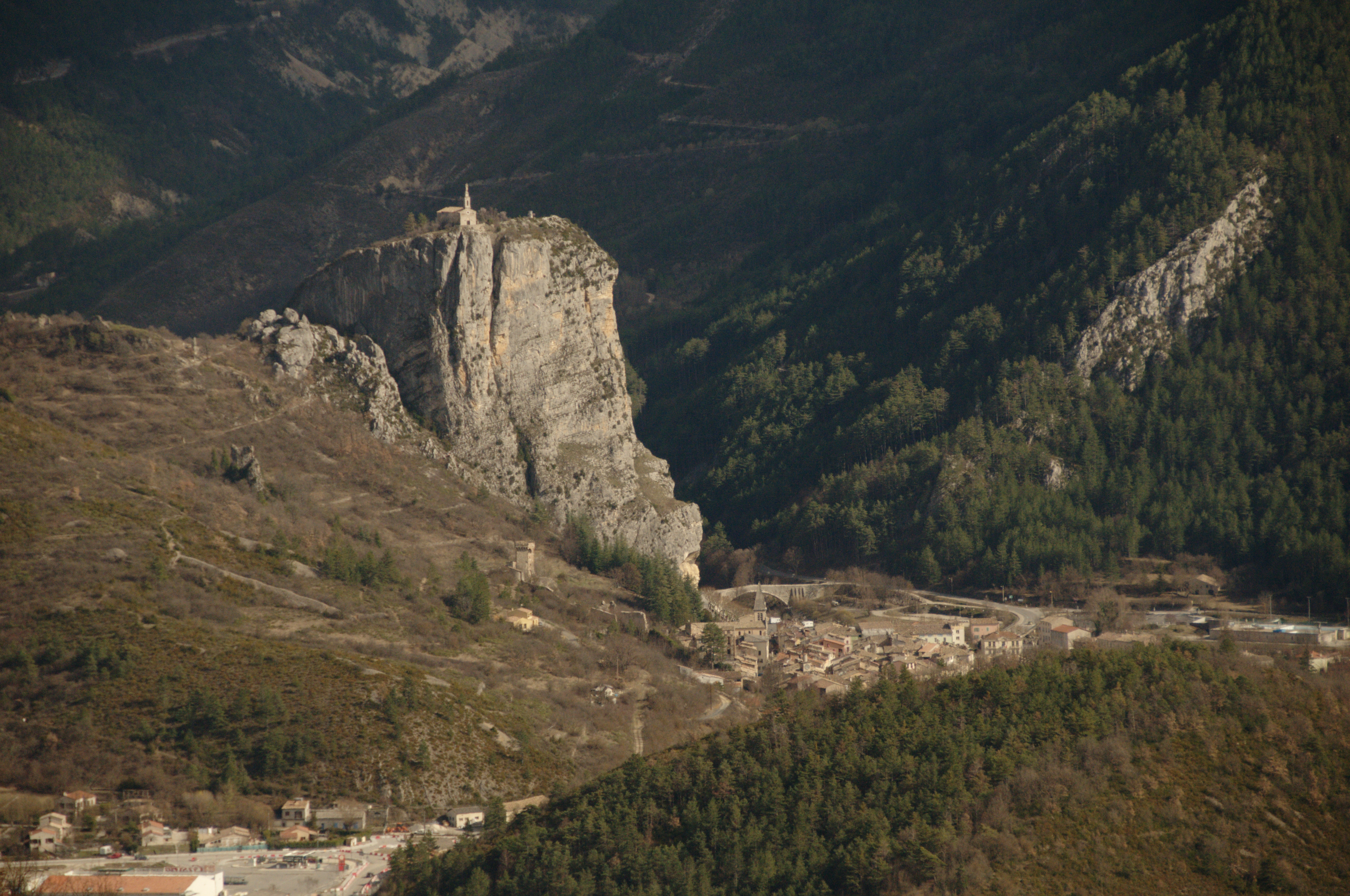
Rots met de kapel Notre Dame du Roc
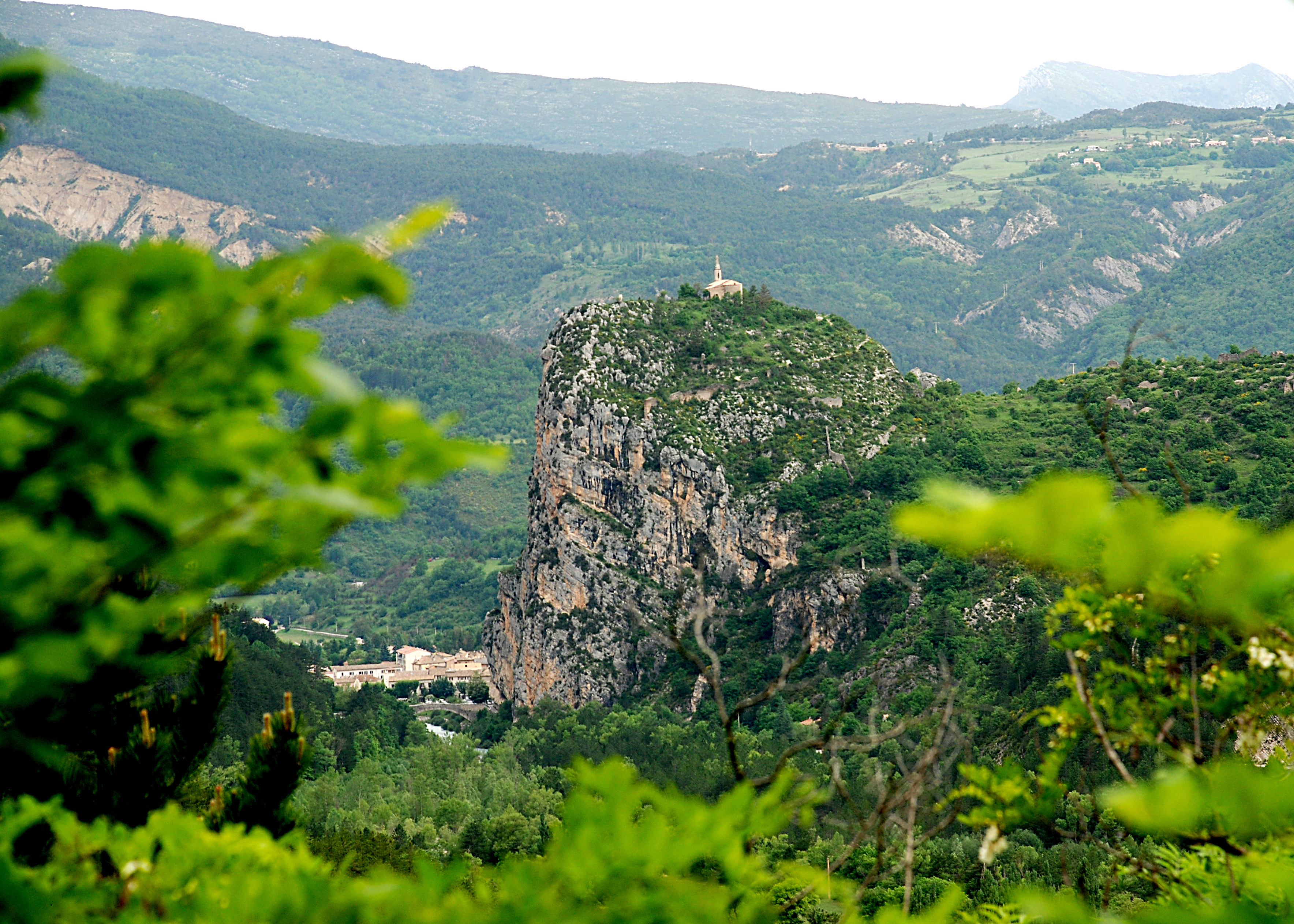
Le Roc
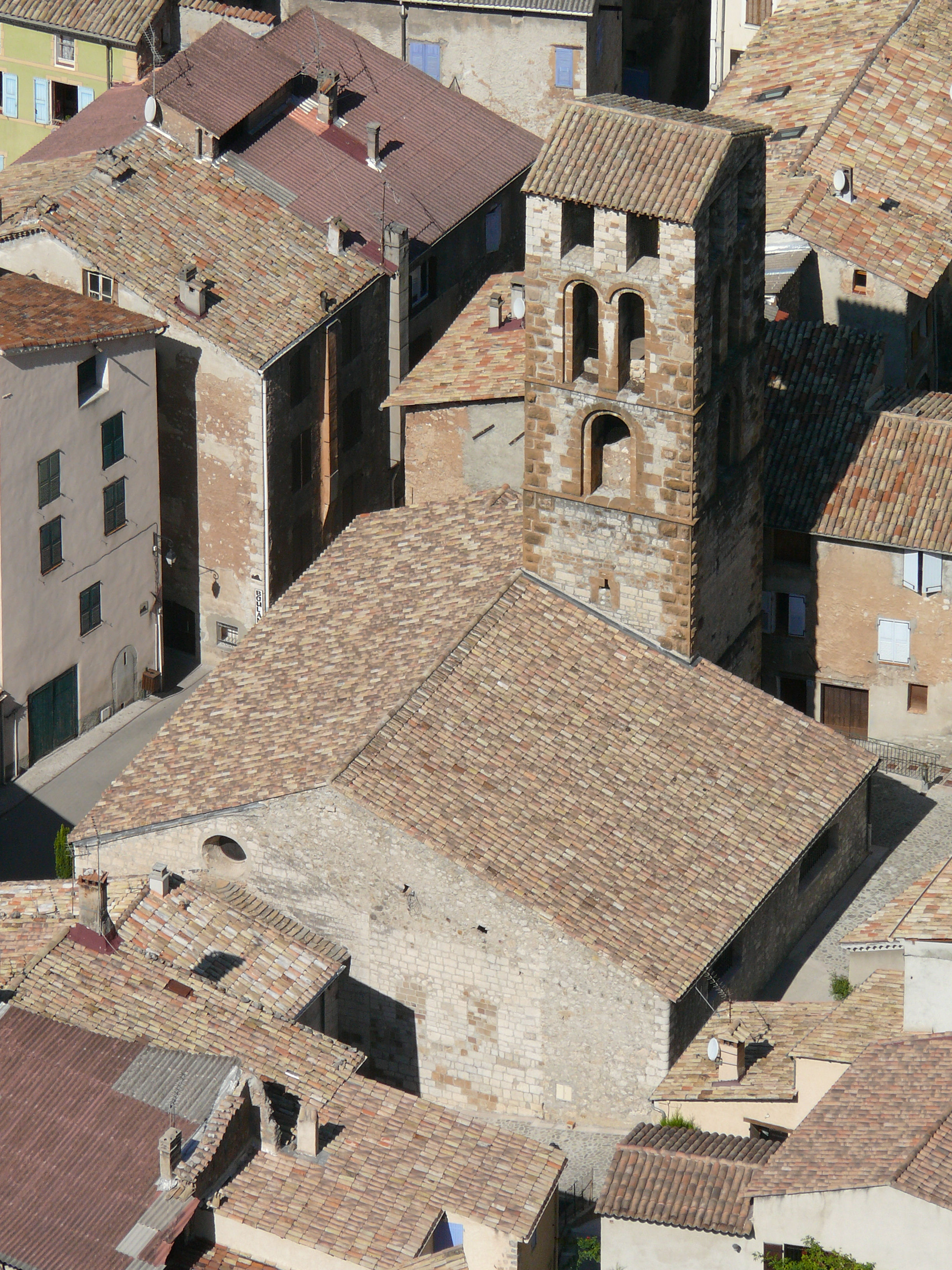
Kerk Saint-Victor
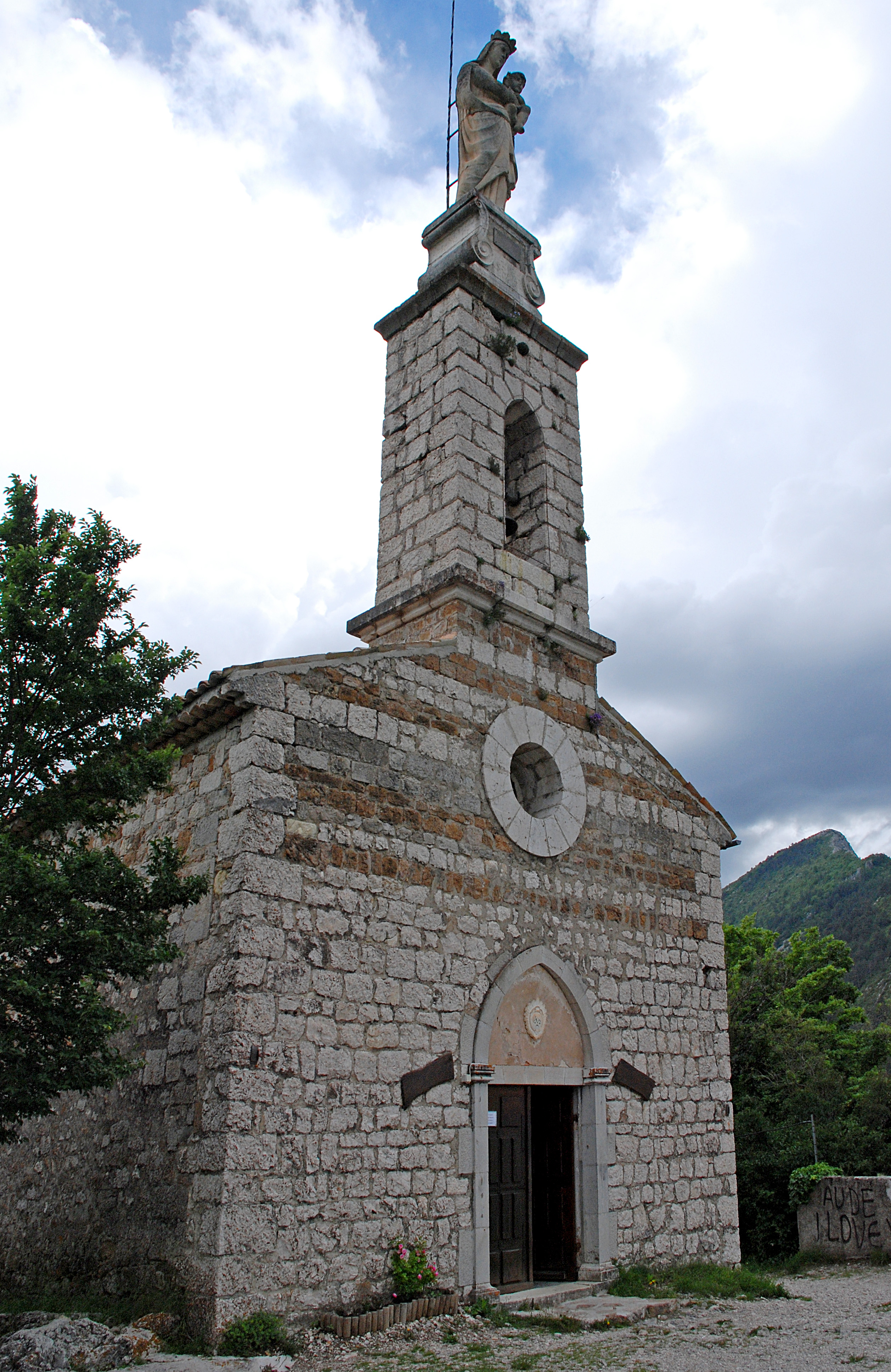
Kapel Notre Dame du Roc
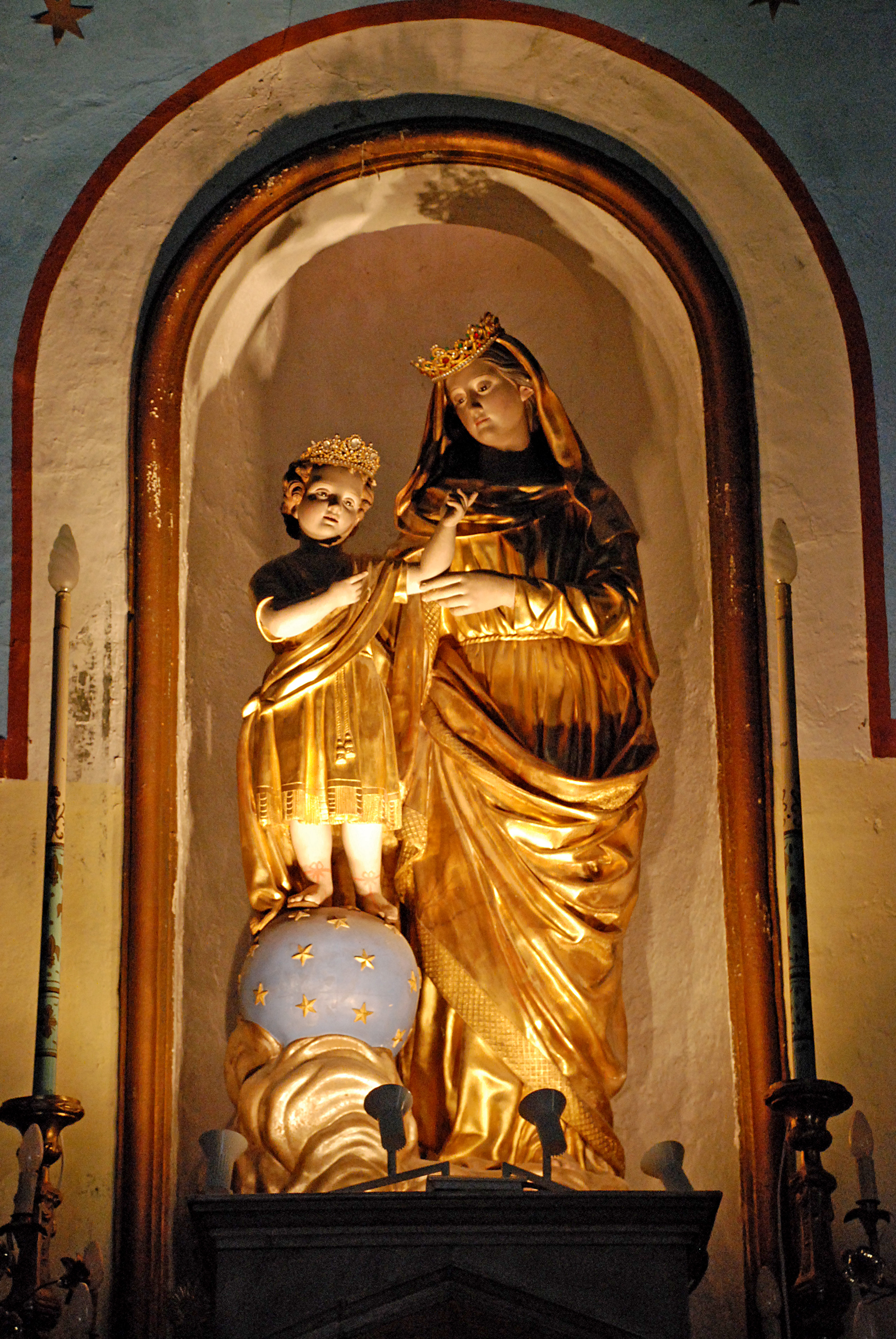
Kapel Notre Dame du Roc
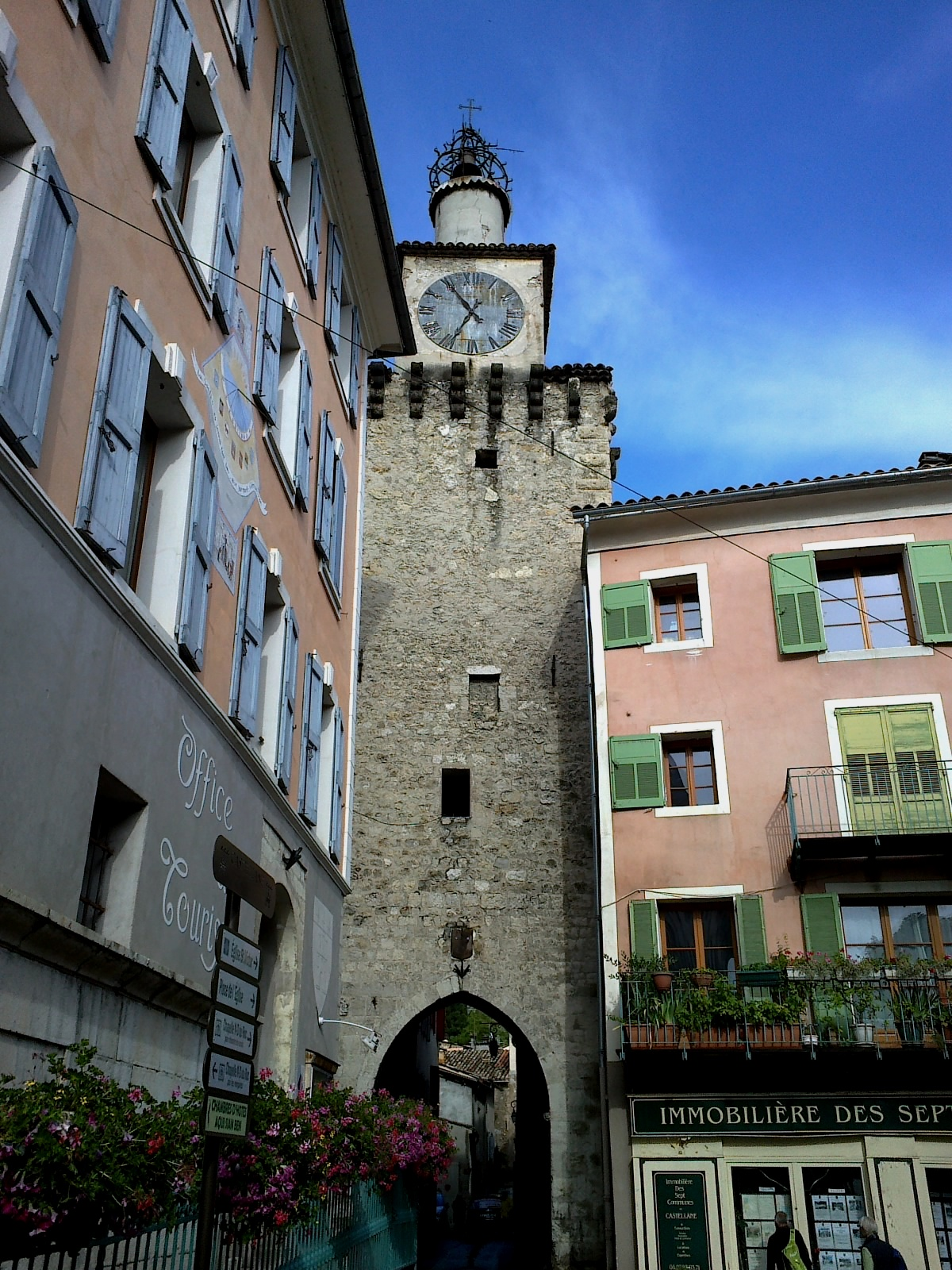
Tour de l'Horloge
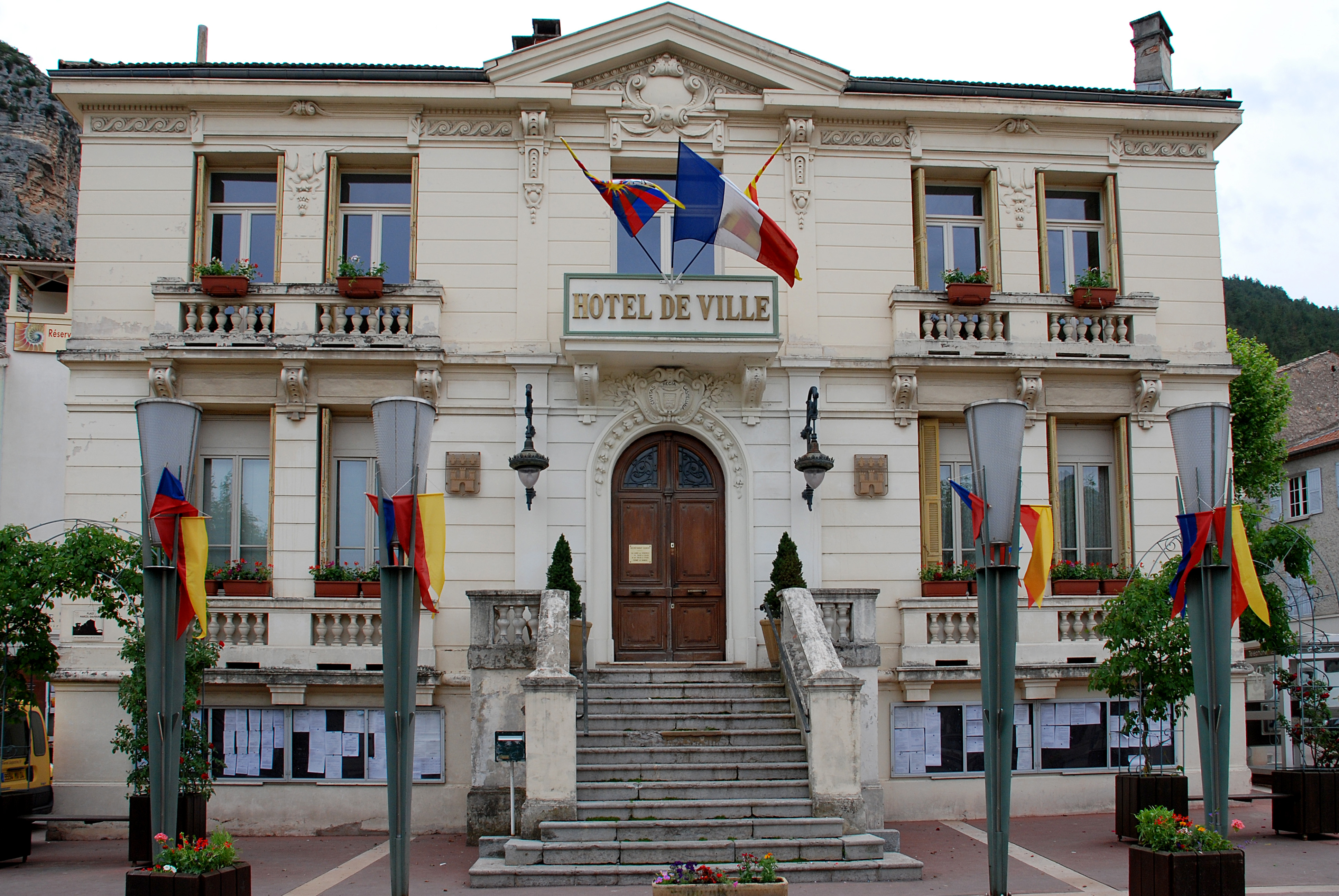
Stadhuis
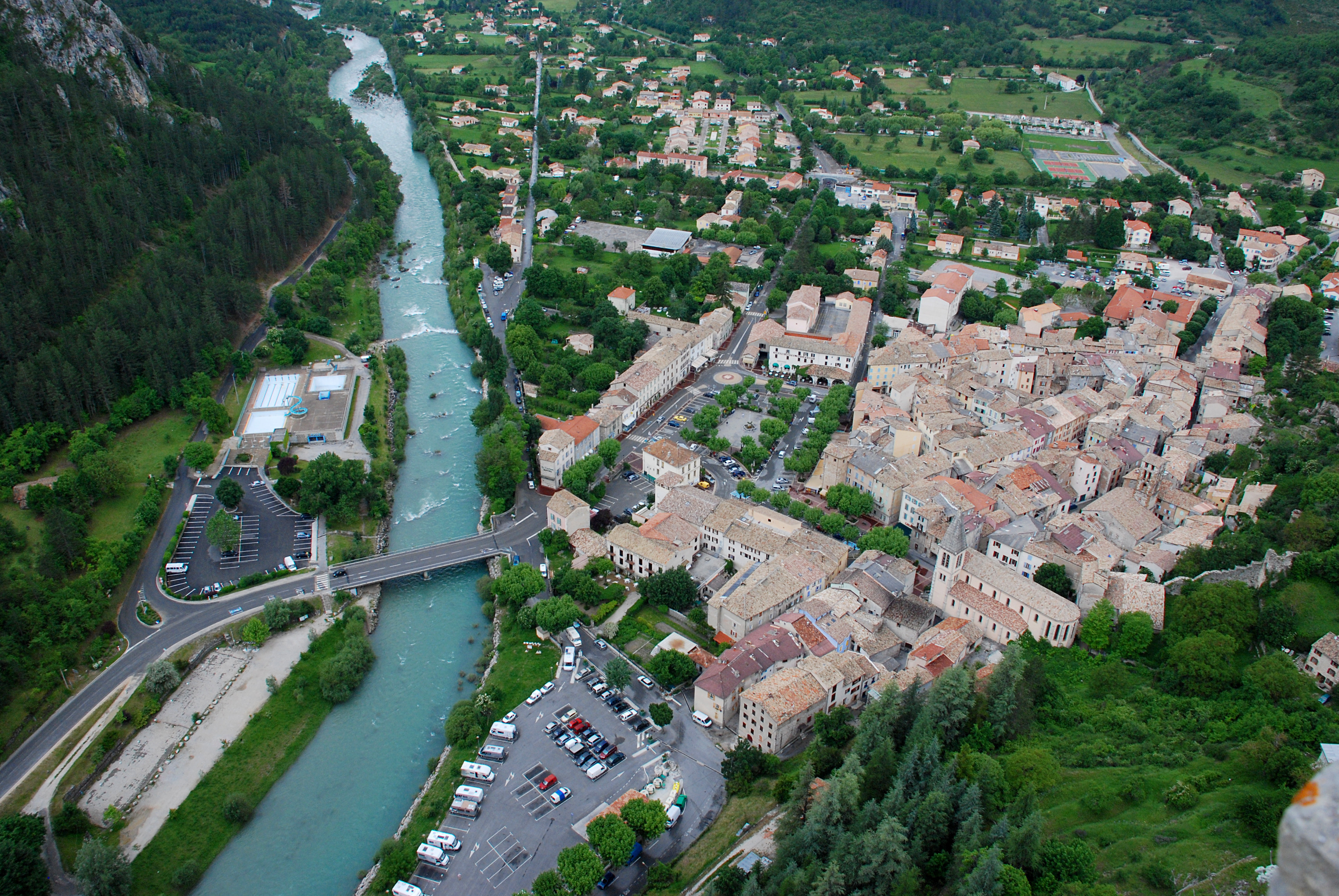
Castellane, uitzicht vanaf de rots
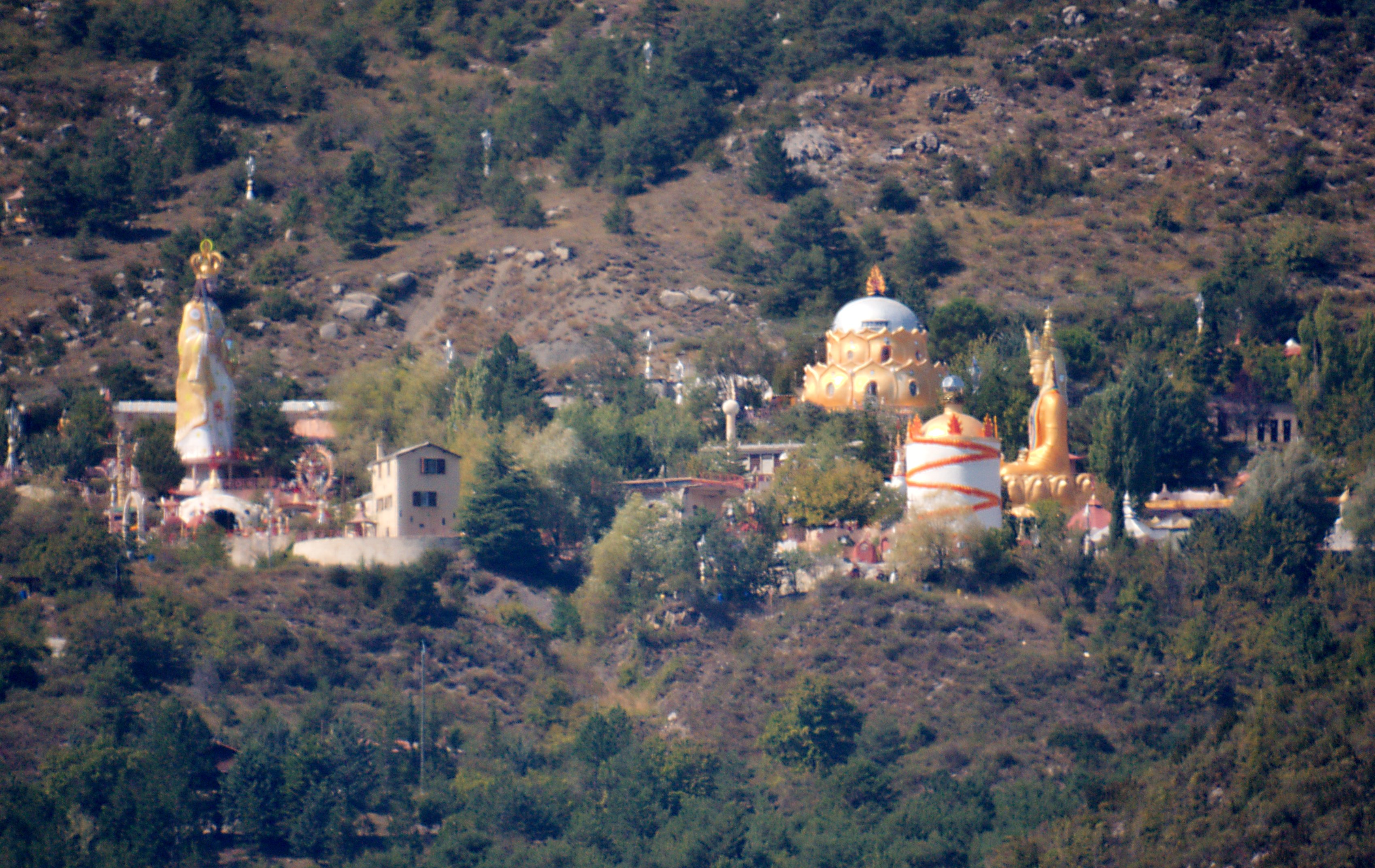
Beelden van de Heilige Stad Mandarom bij Castellane, gebouwd door de Aumisme-sekte